# We Free Again
We Free Again è un album del gruppo reggae californiano Groundation, pubblicato nel 2004 dalla Young Tree.

## Tracce
1. Praising – 6:02
2. Dem Rise – 7:12
3. Suffer The Right – 5:21
4. Music Is The Most High – 6:56
5. Wish Them Well – 5:51
6. We Free Again – 0:57
7. Smile – 6:33
8. Fourth Dimension – 4:13
9. Feel Jah – 4:39
10. Cultural Wars I – 2:05
11. Cultural Wars II – 3:04
12. Cultural Wars III – 1:59
13. Cultural Wars IV – 4:58
14. The Seventh Seal – 6:10